# تازربو
تازربو واحة وبلدة تقع في الجنوب الشرقي لليبيا وهي بلدية تازربو يبلغ عدد سكانها حوالي 16000 نسمة.
بها ستة مدارس للتعليم الأساسي ومدرسة ثانوية تخصصية ومستشفى تازربو العام ومستوصف ومعهد متوسط للمهن الشاملة، تبعد على الكفرة حوالي (400) كيلو متر شرقا.
تشتهر تازربو بالواحات الفسيحة لأشجار النخيل ذات الإنتاجية العالية لأجود أنواع التمور وزراعة أشجار المانجا والحمضيات.
ومايميز هذه الواحة عن باقي واحات الجنوب الليبي هو قرب المياه الجوفية العذبة الصالحة للشرب والاستعمال البشري حيث يبلغ بعد المياه عن السطح حوالي أربعة أمتار فقط وبعض الأماكن منها لا تبعد إلا ذراعاً (لَابَيَّضْ).
وتمتاز أيضا بقرب مناطق سياحية خلابة مثل بزيمة وهي مكان سياحي خلاب في وسط الصحراء حيث الكثبان الرملية وبحيرة من الماء محاطة بأشجار النخيل والقور الحجرية. وتعتبر تازربو أحد المنابع الرئيسية النهر الصناعي.